# Марв Едвардс
Марвін Вейн Едвардс (англ. Marvin Wayne Edwards; нар. 15 серпня 1935, Сент-Кетерінс — 20 травня 2023) — канадський хокеїст, що грав на позиції воротаря.

## Ігрова кар'єра
Професійну хокейну кар'єру розпочав 1951 року.
Протягом професійної клубної ігрової кар'єри, що тривала 24 років, захищав кольори команд «Піттсбург Пінгвінс», «Торонто Мейпл-Ліфс», «Каліфорнія Голден-Сілс», «Нашвілл Діксі Флаєрс» та низки інших клубів нижчих північноамериканських ліг.
Загалом провів 61 матч у НХЛ.